# Гогенгеймский дворец
Гогенгеймский дворец (нем. Schloss Hohenheim) — дворец в Штутгарте, в районе Хоэнхайм. Построен в 1772—1793 годах герцогом Карлом Евгением Вюртембергским для своей будущей супруги Франциски Лейтрум фон Эртинген, имперской графини фон Гогенгейм. Архитектором выступил Рейнгард Фердинанд Генрих Фишер. В настоящее время во дворце размещается Гогенгеймский университет. Дворец находится в окружении Гогенгеймских садов.
На территории, где впоследствии был построен дворец, ранее находились сооружения поместья дворянского рода Гогенгеймов, к которому принадлежал также Теофраст Бомбаст фон Гогенгейм, вошедший в историю как Парацельс. Поместье меняло своих владельцев несколько раз, а в 1768 году отошло герцогу Карлу Евгению Вюртембергскому.
В 1772 году по заказу герцога в поместье сначала был построен небольшой замок, окружённый рвом, который в 1776 году стал официальной летней резиденцией герцога. В том же году возник проект «английской деревушки», включавшей более 60 миниатюрных зданий в стиле рококо в масштабе 1:4, несколько сооружений сохранились до настоящего времени. В 1778 году в Гогенгейме по приказу герцога начались посадки редких растений, привезённых из других стран. В 1782 году Карл Евгений приступил к возведению в Гогенгейме большого дворца-резиденции, строительство завершилось со смертью заказчика.
Лишь спустя 20 лет дворец вновь стал играть заметную роль. Король Вюртемберга Вильгельм I и его супруга Екатерина Павловна учредили «учебное, испытательное и образцовое сельскохозяйственное учреждение», которое разместилось в одном из вспомогательных зданий при дворце. Гимназия имени Парацельса позднее разместилась в восточном крыле.
Во время Второй мировой войны дворец получил разрушения, которые были ликвидированы после войны. В 1970-е и 1990-е годы во дворце были произведены реконструкционные работы.